# Jaume Crispo
Jaume Crispo fou fill natural de Guillem II Crispo. Va ser governador del ducat de Naxos i de l'Arxipèlag el 1494 al 1496 i va morir el 1505. Va deixar un fill, Antoni Crispo, que fou també governador del ducat.